# Schoppe & Faeser
Schoppe & Faeser GmbH war ein Unternehmen der Mess- und Informationstechnik in der ostwestfälischen Stadt  Minden in Nordrhein-Westfalen.
Neben Nixdorf Computer und der Zuse KG war es eines der ersten kommerziell erfolgreichen mittelständischen IT-Unternehmen Deutschlands.
Das Unternehmen wie auch Produktionsstandort in Minden ist durch ABB übernommen worden.

## Geschichte
1948 gründeten Hermann Schoppe und Hugo Faeser mit 105 Mitarbeitern eine Spezialfabrik für feinmechanische Geräte und elektromechanische Großrechenanlagen. Sie gehörten zu einer Gruppe von Ingenieuren, die nach Ende des Zweiten Weltkriegs von der damaligen britischen Besatzungsmacht in Minden zusammengezogen worden war, um für diese Entwicklungsaufgaben zu lösen.
Bis 1952 entwickelte man unter der Leitung von Hans Bückner die seinerzeit leistungsfähigste Integrieranlage Europas. Der Integromat nach dem Prinzip des Bush-Analysators wurde an das National Physical Laboratory in Teddington ausgeliefert.
Eine zweite Anlage wurde zwei Jahre später im Auftrag des Landes Nordrhein-Westfalen an der Universität Bonn aufgestellt. Für diese Entwicklungsleistung erhielt die Firma 1953 den Großen Preis der Rationalisierungs-Ausstellung in Düsseldorf. Eine dritte Anlage ging an die Firma Siemens & Halske in Erlangen, diese wurde 1972 abgebaut und dem Deutschen Museum in München zur Verfügung gestellt.
1955 entwickelte Schoppe & Faeser das erste vollelektrische Prozessleitsystem.
Mitte der 1950er Jahre wurde 50 % des Gesellschaftskapitals durch Hartmann & Braun übernommen. Schoppe & Faeser stellten Regelgeräte, Zahnradprüfgeräte, Induktionshärtemaschinen und Analogrechenanlagen her; in einem modernen Fabrikneubau in Minden wurden 1958 über 600 Mitarbeiter beschäftigt.
Seit 1958 wurde der röhrenbestückte Kleinrechner LGP-30 in Lizenz von Royal McBee Librascope produziert; ab 1963 noch etwa 100 Exemplare des Nachfolgemodells Eurocomp LGP-21.
In den folgenden Jahrzehnten widmete man sich bevorzugt dem Bereich der Industriearmaturen und der Sensor- und Automatisierungstechnik.
Mit dem Verkauf von Hartmann & Braun 1999 wurde der Produktionsstandort in den ABB-Konzern integriert; es werden weiterhin Messumformer, Prozessleitsysteme und Regelantriebe produziert.